# Francisco José Martínez
Francisco José Martínez Pérez (* 14. Mai 1983 in Churriana de la Vega) ist ein spanischer Radrennfahrer.
Francisco José Martínez begann seine Karriere 2005 bei dem spanischen Professional Continental Team Andalucia-Paul Versan. In seinem zweiten Jahr dort belegte er bei dem Eintagesrennen Clásica a los Puertos den sechsten Rang. In der Saison 2007 wurde er Etappenzehnter bei der Volta ao Alentejo und belegte unter anderem den zweiten Rang in der Bergwertung der Katalonien-Rundfahrt.
Nach der Beendigung seiner aktiven Radsportlaufbahn wurde Martínez Sportlicher Leiter beim Team Andalucía.

## Grand-Tour-Platzierungen
| Grand Tour            | 2007 | 2008 | 2009 |
| --------------------- | ---- | ---- | ---- |
| Giro d’ItaliaGiro     | –    | –    | –    |
| Tour de FranceTour    | –    | –    | –    |
| Vuelta a EspañaVuelta | 114  | 122  | 75   |

## Teams
- 2005 Andalucía-Paul Versan
- 2006 Andalucía-Paul Versan
- 2007 Andalucía-Cajasur
- 2008 Andalucía-Cajasur
- 2009 Andalucía-Cajasur